# Rhipsalis hoelleri
Rhipsalis hoelleri là một loài thực vật có hoa trong họ Cactaceae. Loài này được Barthlott & N.P.Taylor miêu tả khoa học đầu tiên năm 1995.